# Швець Євген Максимович
Євген Максимович Швець (нар. 9 травня 1931) — український радянський діяч, секретар парткому Чорноморського суднобудівного заводу Миколаївської області. Член Ревізійної комісії КПУ в лютому 1976 — лютому 1981 року.

## Життєпис
Освіта вища. Член КПРС з 1960 року.
Працював на Чорноморському суднобудівному заводі міста Миколаєва.
На 1975—1977 роки — секретар партійного комітету Чорноморського суднобудівного заводу міста Миколаєва Миколаївської області.
Потім — на пенсії в місті Миколаєві Миколаївської області.

## Нагороди
- ордени
- медалі